# Moraea maximiliani
Moraea maximiliani är en irisväxtart som först beskrevs av Rudolf Schlechter, och fick sitt nu gällande namn av Peter Goldblatt och John Charles Manning. Moraea maximiliani ingår i släktet Moraea och familjen irisväxter. Inga underarter finns listade i Catalogue of Life.